# Герейханов, Камиль Маратович
Герейханов Камиль Маратович (род. 19 марта 1991, Татаюрт, Россия) — российский боец смешанных боевых искусств представитель полутяжелой весовой категории.

## Биография
Камиль Герейханов родился 19 марта 1991 года в Татаюрте Бабаюртовского Района, Республика Дагестан, Россия.
По национальности кумык, проживает в Москве.

## Спортивная карьера
В 23 года начал заниматься рукопашными боями и боевым самбо.
Неоднократно выступал на ЦФО и на международных соревнованиях по боевому самбо в весовой категории до 90 кг.
Принимал участие и в любительских турнирах, и в профессиональных по ММА в таких организациях, как JFC и ATHLETIC SPIRIT.
Профессиональный рекорд 4-0, весовая категория в ММА 84 кг.
Тренируется под руководством заслуженного тренера России по боевому самбо, Мессинга Игоря Викторовича.

## Титулы и достижения
- Двукратный чемпион кубка мира по боевому самбо WCSF — 2018—2020 года[3][4][5]
- Чемпион России по боевому самбо ФБСР — 2020 год[6]
- Чемпион Москвы ФБСР — 2020 год
- 3 кю по каратэ, коричневый пояс по карате
- Мастер спорта России по боевому самбо
- Номинация «спортсмен года» Бабаюртовского района — 2019 год